# Cruz Vitória
Cruz Vitória (CV) (em inglês: Victoria Cross (VC)) é a mais alta condecoração militar concedida por bravura "na presença do inimigo" para os membros das forças armadas de vários países da Commonwealth, e de territórios anteriores do Império Britânico.
A Cruz Vitória prevalece sobre todas as outras ordens, condecorações e medalhas. Pode ser atribuída a um militar de qualquer posição, em qualquer serviço, e a civis sob comando militar. No Reino Unido, é geralmente apresentada ao destinatário, ou aos seus familiares, pelo monarca britânico na investidura realizada no Palácio de Buckingham. Nos países para além do Reino Unido, onde é o monarca da Commonwealth o chefe de Estado, é o governador-geral que, habitualmente, cumpre a mesma função. É o mais alto prémio por bravura no Reino Unido, juntamente com a Cruz de Jorge, a condecoração equivalente para o mérito civil, mas, neste caso, sem ser "na presença do inimigo". No entanto, a CV prevalece sobre a Cruz de Jorge, e deve ser usada em posição preferencial por alguém que já tenha sido condecorado com ambas.
A CV foi criada em 29 de Janeiro de 1856 pela Rainha Vitória para recompensar os actos de bravura durante a Guerra da Crimeia. Desde então, a medalha foi atribuída 1 356 vezes a 1 353 cidadãos. Apenas 13 medalhas, nove a membros do Exército Britânico, e quatro para o Exército Australiano, foram concedidas desde a Segunda Guerra Mundial. A explicação habitual para a origem do bronze a partir da qual as medalhas são feitas, é que aquele tem origem nos canhões russos capturados no cerco de Sebastopol. Pesquisas recentes têm levantado suspeitas sobre esta história, o que sugere origens diversas para o material que compõe as medalhas.
Devido à sua raridade, a CV tem um alto valor de mercado, chegando a atingir £ 400 mil num leilão. Muitas são as colecções públicas e privadas dedicadas à Cruz Vitória. A colecção particular de Lorde Ashcroft, iniciada em 1986, contém cerca de 10% de todas as CV atribuídas. Em 2008, após uma doação ao Museu Imperial da Guerra, a colecção Ashcroft foi exposto em público ao lado das colecções da Cruz Vitória e da Cruz de Jorge do museu, em Novembro de 2010.
Desde 1990, três países da Commonwealth que têm a rainha como chefe de Estado, criaram as suas próprias versões da CV. Como resultado, a Cruz Vitória original é por vezes referida como a "Cruz Vitória da Commonwealth" ou como a "Cruz Vitória Imperial", para a distinguir das condecorações mais recentes.

## Origem
Em 1854, após 40 anos de paz, a Inglaterra viu-se no meio de uma guerra de grandes proporções contra a Rússia. A Guerra da Crimeia foi um dos primeiros conflitos com um moderno sistema de relatórios, e os despachos do correspondente William Howard Russell descreviam inúmeros actos de bravura e coragem por militares britânicos, que não eram devidamente recompensados.
Antes da Guerra da Crimeia, não havia nenhum sistema oficial padronizado para o reconhecimento de bravura no seio das Forças Armadas Britânicas. Os oficiais eram elegíveis para uma das distinções das classes mais baixas da Ordem do Banho; em alternativa, podia ser feita uma menção nos despachos relatando actos de menor bravura. Esta estrutura era muito limitada pois, na prática, a Ordem do Banho era concedida aos oficiais superiores. As promoções temporárias, ou menções em despachos, eram confinadas aos que estavam sob as ordens dos comandantes no campo, em geral membros da própria equipa do comandante.

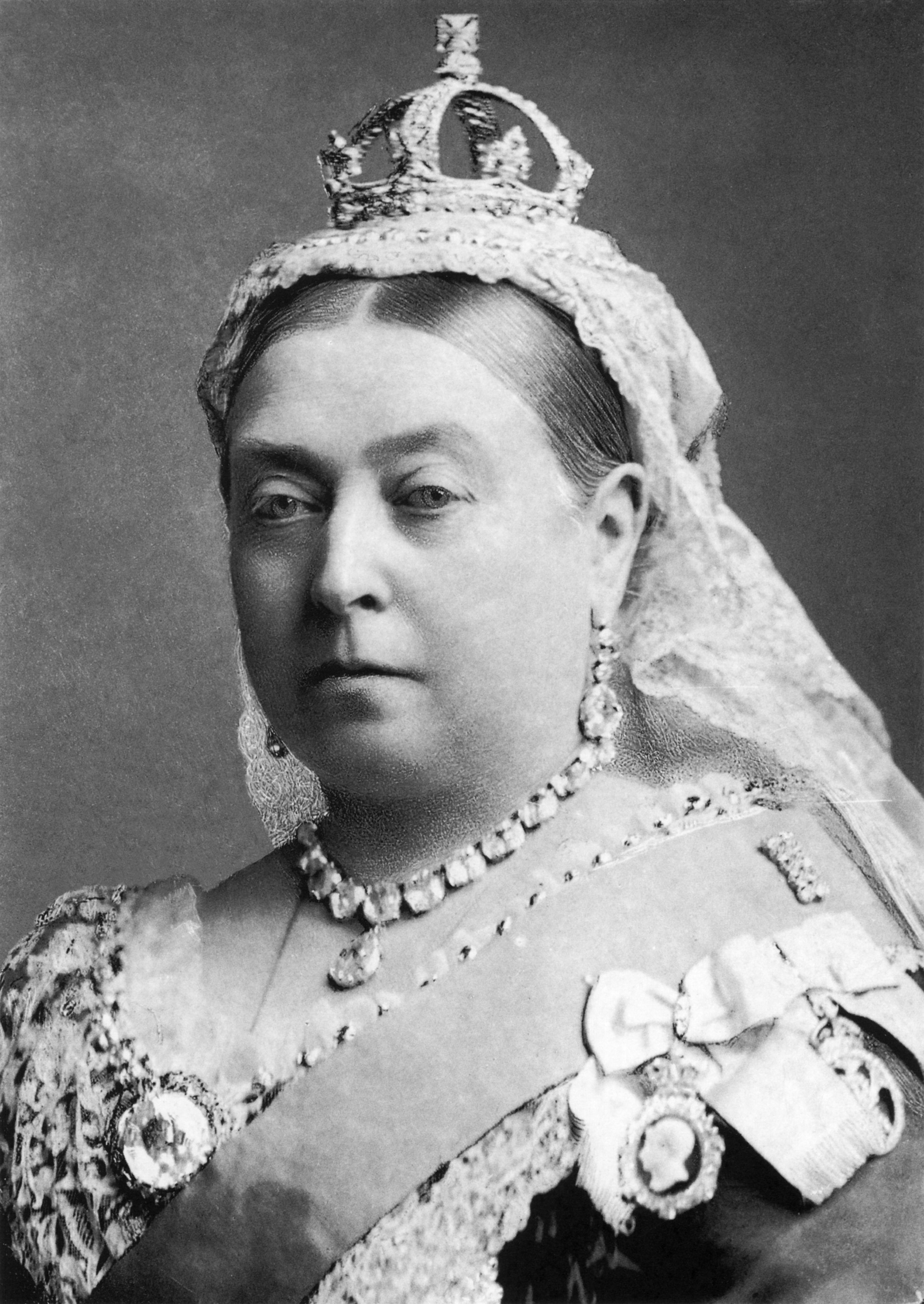
A rainha Vitória institui a condecoração que leva seu nome.

Outros países europeus tinham prémios que não discriminavam a classe ou o posto: a França condecorava com a Légion d'Honneur (Legião de Honra), e os Países Baixos atribuíam a Ordem militar de Guilherme. Havia um sentimento crescente entre o público, e na Corte Real, de que um novo prémio era necessário para reconhecer os actos de bravura que não tinham relação com a duração ou mérito do serviço. A rainha Victoria emitiu então um decreto em 29 de Janeiro de 1856 (em jornal oficial: 5 de Fevereiro de 1856) que, oficialmente, constituía a Cruz Vitória. A ordem tinha efeito retroactivo à 1854 de forma a reconhecer os actos de bravura durante a Guerra da Crimeia.
A rainha ordenou ao Departamento de Guerra que criasse uma nova medalha que não discriminasse nem o nascimento nem a classe. A medalha era para ser uma simples condecoração, que fosse altamente valorizada e disputada pelos militares. Para manter a simplicidade, sob a orientação do príncipe Alberto, ela vetou a sugestão para que a condecoração fosse chamada de The Military Order of Victoria ("Ordem Militar de Vitória”), sugerindo o nome de Victoria Cross. O decreto original dizia que a Cruz Vitória só seria concedida àqueles soldados que estiveram na presença do inimigo, e tinham realizado algum acto de coragem. A primeira cerimónia foi realizada em 26 de Junho de 1857, no Hyde Park, onde a Rainha Vitória investiu 62 dos 111 homenageados da Crimeia. O irlandês Charles Davis Lucas, oficial da Marinha Real, foi o primeiro beneficiário.
Pensava-se, inicialmente, que as CV fossem feitas a partir de dois canhões de bronze que foram capturados aos russos, no cerco de Sebastopol. No entanto, o historiador John Glanfield provou, através da utilização de raios x em antigas cruzes, que o metal usado é, de facto, de antigas armas chinesas, e não de origem russa. Uma teoria argumenta que as armas eram originalmente chinesas, mas que os russos as capturaram e reutilizaram-nas em Sebastopol. Pensou-se, também, que algumas das medalhas produzidas durante a Primeira Guerra Mundial eram feitas de metais de armas chinesas capturadas durante a Revolta dos Boxers, mas o metal original foi utilizado depois da guerra. Acredita-se ainda que outra fonte de metal foi utilizada entre 1942 e 1945 para criar cinco CV da Segunda Guerra Mundial, quando o metal de Sebastopol desapareceu.
Os tambores do canhão em questão estão em exposição no Firepower - Museu da Artilharia Real, em Woolwich, um distrito de Londres. A parte que resta do metal, pesa 10 kg (358 oz), está armazenada num cofre guardado pelo 15º regimento do Corpo Logístico Real, em Donnington, Telford, e só pode ser removida sob escolta armada. Estima-se que cerca de 80 a 85 de CV ainda poderiam ser feitas a partir desta fonte. A produção da Cruz Vitória é, desde a sua implantação, feita por uma única companhia de joalheiros, a Hancocks de Londres.

## Descrição da Condecoração

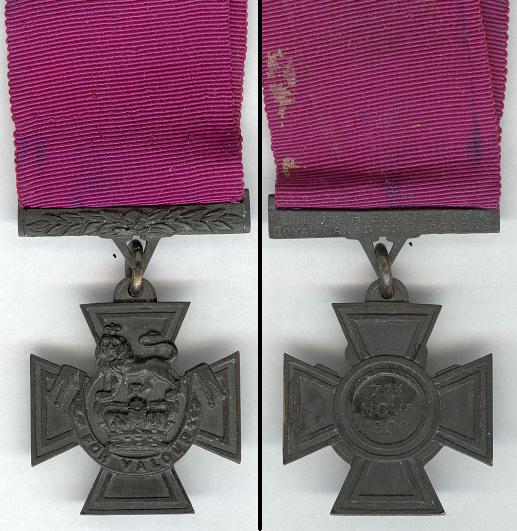
Anverso e reverso da Cruz Vitória

A condecoração consiste numa cruz pateada em bronze, com 41 mm de altura, por 36 mm de largura, ostentando a coroa de Santo Eduardo encimada por um leão, e a inscrição "FOR VALOUR" (em português: "POR VALOR"). A inscrição original deveria ter sido "FOR THE BRAVE" (em português: "PARA OS BRAVOS") mas foi mudada, sob recomendação da rainha Vitória, pois estaria implícito que nem todos os homens em batalha eram bravos. A condecoração, barra de suspensão e ligação pesam cerca de 27 g (0,87 onças troy).

Coroa de Santo Eduardo

A cruz é suspensa por um anel, ligado a uma pequena estrutura em "V", a uma barra decorada com folhas de louro, através da qual passa a fita. O reverso da barra de suspensão tem gravado o nome do homenageado, posto, número e unidade. No reverso da medalha está um painel circular com a gravação da data do acto para o qual foi concedida.
O Diploma original, na sua cláusula 1ª, indica que a Cruz Vitória "é constituída por uma cruz maltesa de bronze" No entanto, foi sempre uma cruz pateada. Esta discrepância entre diplomas nunca foi corrigida.
A fita é vermelha, com 38 mm (1,5 polegadas) de largura. Segundo a especificação original (1856) da condecoração, a fita deveria ser vermelha para os beneficiários do exército, e azul para os da marinha. No entanto, a fita azul escura foi extinta logo após a criação da Força Aérea Real em 1 de Abril de 1918. Em 22 de Maio de 1920 o Rei Jorge V, assinou um diploma que estabelecia que todos os beneficiários receberiam uma fita vermelha, e os titulares vivos da versão naval deveriam trocar as suas fitas para a nova cor. Apesar de as regras do Exército estabelecerem a cor como sendo vermelha, é descrita por muitos como sendo carmesim ou cor-de-vinho.

## Processo de atribuição da Cruz Vitória

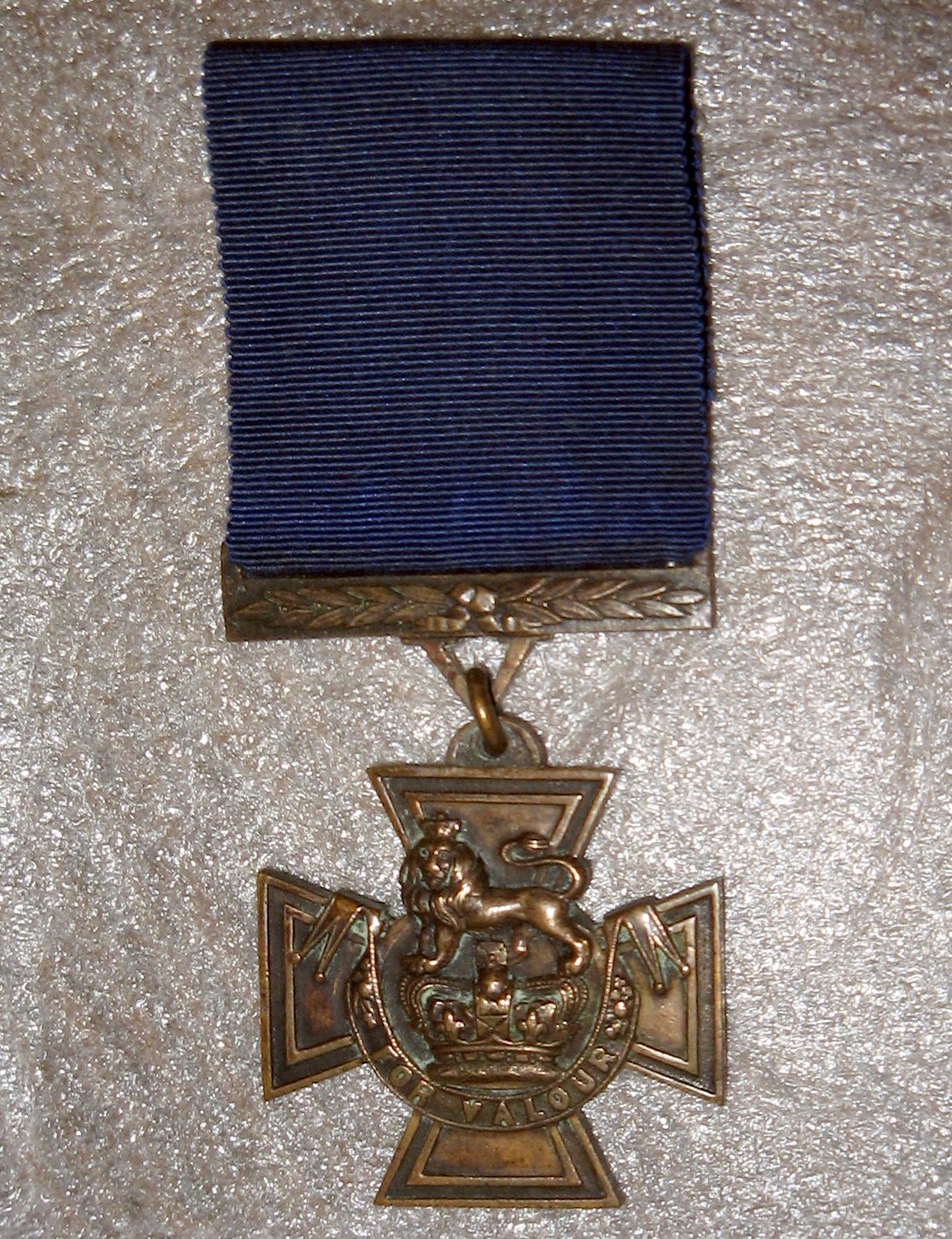
Face da Cruz Vitória de William Johnstone's, com a fita azul-escura das condecorações pré-1918, dos militares da Marinha.

O processo de atribuição da Cruz Vitória é iniciado por recomendação de um Coronel, ou equivalente, e tem de ser apoiada por três testemunhas, embora esta regra tenha sido, por vezes, ignorada. Seguidamente, a recomendação passa para um oficial hierarquicamente superior, até chegar à Secretaria de Estado da Defesa. Por fim, a recomendação é apresentada ao (ou à) monarca, que a aprova. As condecorações são sempre promulgadas no London Gazette; em 1921, a homenagem ao Soldado Desconhecido Americano, não foi publicada, e foi a única ocasião onde isto não sucedeu. O Diploma com os homenageados não indica quem deve fazer a investidura. No seu reinado, a rainha Vitória quis estar presente e entregou 185 medalhas, de um total de 472. Incluindo as primeiras 62 medalhas entregues numa parada em Hyde Park, a 26 de Junho de 1857, pela rainha Vitória, cerca de 900 medalhas já foram pessoalmente entregues pelos monarcas britânicos. Cerca de 300 condecorações foram entregues por membros da família real, ou por alguma entidade civil ou militar; e cerca de 150 ou foram encaminhadas para o destinatário, ou parentes próximos, por correio registado, ou nenhum detalhe é conhecido.
O Diploma Real original não incluía nenhuma cláusula referente a condecorações póstumas, embora a política oficial era de não atribuir nenhuma medalha postumamente. Entre o motim da Índia de 1857 e o início da Segunda Guerra Boer, foram publicados os nomes de seis oficiais e praças, no London Gazette, com uma nota informativa que dizia que eles teriam recebido a CV se tivessem sobrevivido. Outras três notícias foram publicadas no London Gazette, em 1900 e Abril de 1901, por actos de bravura na Segunda Guerra dos Boer. Contrariando a política oficial, foram entregues seis CV, todas pela África do Sul, incluindo os três oficiais e praças das notícias de 1900 e 1901, em 8 de Agosto de 1902. Cinco anos mais tarde, em 1907, aquela política foi anulada, e foram atribuídas medalhas aos parentes dos seis oficiais e praças. As condecorações foram mencionadas no London Gazette, desde o motim da Índia. O Diploma da Cruz Vitória não chegou a ser alterado para explicitar de forma clara a concessão da CV até 1920; um quarto das condecorações da Primeira Guerra Mundial foi a título póstumo. Embora o Diploma Real de 1920 mencionasse a possibilidade de condecorações a mulheres que integravam as Forças Armadas, nenhuma recebeu a Cruz Vitória.
No caso de um acto corajoso e ousado realizado por um esquadrão ou por um grupo isolado de soldados (como os fuzileiros navais), no qual todos os homens são considerados corajosos, e merecem todos a Cruz Vitória, é efectuada uma votação. Os oficiais seleccionam um oficial, os graduados seleccionam um elemento e os soldados, ou marinheiros, seleccionam dois elementos. Ao todo, 46 CV foram atribuídas por votação, 29 das quais durante o motim da Índia. Quatro das CV foram concedidas à Q Battery, Royal Horse Artillery na Batalha de Sanna's Post, em 31 de Março de 1900, durante a Segunda Guerra Boer. A última votação no exército, concedeu seis condecorações aos Fuzileiros de Lancaster, na W Beach, no ataque a Gallipoli, em 25 de Abril de 1915, embora três das CV só fossem publicadas em 1917. Na marinha, a votação para as sete condecorações foi a única que atribuiu três CV aos Q-Ships, em 1917, e quatro para o ataque a Zeebrugge, em 1918. A concessão de CV por voto continua incluída no diploma da cruz, mas desde 1918, que não é realizada.
Entre 1858 e 1881, a Cruz Vitória podia ser concedida por acções realizadas "sob circunstâncias de extremo perigo" mas sem a presença do inimigo. Seis dessas condecorações foram atribuídas neste período, cinco delas referentes a um incidente durante a Expedição às Ilhas Andamão, em 1867. Em 1881, o critério foi novamente alterado, passando a CV a ser concedida apenas "em presença do inimigo". Devido a isto, foi sugerido por muitos historiadores, incluindo Lorde Ashcroft, que a evolução das guerras iria diminuir o número de CV concedidas. A modernização do armamento, e a introdução de novas tecnologias, que permitem realizar actos bélicos de forma remota, significam menos actos de bravura "na presença do inimigo". Desde 1940, o pessoal militar distinguido por bravura sem a presença do inimigo, recebeu a Cruz de Jorge, a segunda condecoração mais importante, logo a seguir à Cruz Vitória.

### Condecorações coloniais
A Cruz Vitória começou a ser concedida às tropas coloniais em 1867. Esta situação deveu-se a uma recomendação, por bravura, ao Major Charles Heaphy pelo seu desempenho nas guerras territoriais da Nova Zelândia, em 1864. O Major Charles Heaphy estava a operar sob o comando britânico e a CV foi divulgada em 1867. Mais tarde, naquele ano, o Governo da Nova Zelândia, assumiu total responsabilidade pelas operações, mas não foram feitas mais recomendações para a Cruz Vitória, para as tropas locais que se destacaram na acção. Na sequência de actos de bravura de três soldados da Nova Zelândia, em Novembro de 1868 e Janeiro de 1869, durante as guerras Nova Zelândia, foi elaborado um decreto em 10 de Março de 1869, que criava uma "Condecoração Distintiva" para membros das forças locais, sem, no entanto, pedir autorização ao Secretário de Estado para as Colónias. Embora o Governador tivesse sido repreendido por ter excedido a sua autoridade, o decreto foi ratificado pela rainha. A "Condecoração Distintiva" foi mais tarde substituída pela Cruz da Nova Zelândia.
A questão sobre se a atribuição de condecorações podia ser feita a tropas coloniais que não estivessem ao serviço das tropas britânicas, nunca foi colocada na Nova Zelândia mas, em 1881, esta mesma questão foi colocada na África do Sul. O cirurgião John McCrea, um oficial das forças sul-africanas, recebeu uma recomendação por bravura durante hostilidades não aprovadas pelo governo britânico. Recebeu a Cruz Vitória, sendo estabelecido o princípio que actos de bravura podiam ser recompensados independentemente de as operações militares serem aprovadas a nível político ou não. Recentemente, quatro soldados australianos foram condecorados com a Cruz Vitória no Vietname, embora o Reino Unido não estivesse envolvido no conflito.
Inicialmente, as tropas indianas não eram elegíveis para a Cruz Vitória dado receberem a Ordem Indiana do Mérito, desde 1837, a mais antiga condecoração por bravura. Quando a Cruz Vitória foi criada, as tropas indianas ainda eram comandadas pela Companhia Britânica das Índias Orientais; só em 1861 passariam para o controlo da Coroa Britânica. Os oficiais europeus e os homens que serviam para a Companhia das Índias não eram elegíveis para a Ordem Indiana do Mérito e, por esta razão, a CV foi alargada para os tornar elegíveis, em Outubro de 1857. Só no fim do século XIX se começou a chamar a atenção para o facto de as tropas indianas não poderem receber a CV. Em 1911, aquelas tropas passaram a poder receber a condecoração mais alta. As primeiras condecorações, publicadas no London Gazette a 7 de Dezembro de 1914, foram entregues a Darwan Sing Negi e Khudadad Khan. Negi recebeu a condecoração das mãos do rei Jorge V durante uma visita às tropas em França, em 5 de Dezembro de 1914, tornando-se um dos poucos soldados a receber o prémio antes mesmo de este ser publicado no jornal oficial.

### Condecorações semelhantes dos países da Commonwealth

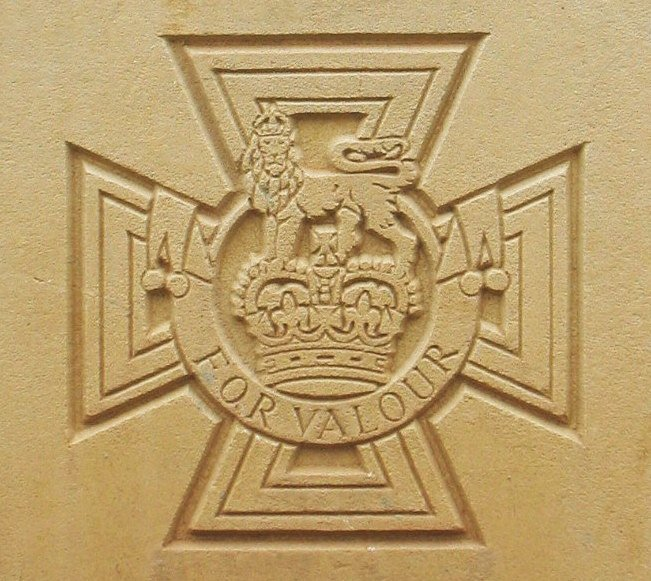
Cruz Vitória tal como aparece nas pedras tumulares da Comissão de Sepulturas de Guerra da Commonwealth

Nos últimos anos, vários países da Commonwealth criaram o seu próprio sistema de honras, separando-se do Sistema de honras britânico. Esta situação teve origem na Partição da Índia  em 1947, quando os novos países, Índia e Paquistão, introduziram o seu próprio sistema de condecorações. A Cruz Vitória foi substituída pela Param Vir Chakra e Nishan-e-Haider, respectivamente, embora aqueles novos estados continuassem a permitir a atribuição de honras britânicas. Vários soldados, e oficiais, paquistaneses foram autorizados a usar tanto as medalhas britânicas, como as recebidas nas Guerras indo-paquistanesas. Três estados soberanos da Commonwealth – Austrália, Canadá e Nova Zelândia – também criaram a suas próprias condecorações por coragem e bravura, substituindo as britânicas, como a Cruz Militar. A maioria dos países da Commonwealth, no entanto, reconhece versões da CV como a sua mais alta condecoração por valor 
A Austrália foi o primeiro estado soberano a criar a sua própria Cruz Vitória, em 15 de Janeiro de 1991. Embora seja uma condecoração própria, a sua aparência é semelhante à britânica. O Canadá foi o país seguinte quando, em 1993, a rainha Isabel II assinou uma Carta Patente que criava a CV canadiana, idêntica à versão britânica, com excepção da inscrição que foi alterada para latim, "PRO VALORE" (em vez de "FOR VALOUR"). Esta decisão foi tomada para não privilegiar nem a França nem a Inglaterra, cujas línguas são as oficiais do Canadá. A Nova Zelândia foi o terceiro país a adaptar a CV no seu sistema de honras. Embora as CV da Nova Zelândia e da Austrália sejam tecnicamente condecorações independentes, têm o desenho semelhante à britânica, incluindo serem feitas com o mesmo bronze da Guerra da Crimeia A CV canadiana também inclui metal dos mesmos canhões e adiciona-lhe cobre e outros metais de todas as regiões do Canadá.
A 2 de Julho de 2007, Willie Apiata recebeu a Cruz Vitória pelo seu desempenho na Guerra do Afeganistão em 2004. A Cruz Vitória da Austrália foi concedida duas vezes: em 16 de Janeiro de 2009, a Mark Donaldson, pelo seu desempenho na Operação Slipper, na Guerra do Afeganistão; e a 23 de Janeiro de 2011, a Ben Roberts-Smith, pela ofensiva de Shah Wali Kot, também no Afeganistão.
O Canadá também criou uma versão para o Soldado Desconhecido, a ser entregue a 7 de Abril de 2007. A data foi escolhida para comemorar o 90ª aniversário da Batalha de Vimy Ridge. No entanto, devido a pressões por parte de veteranos de guerra, o projecto teve de ser abandonado.

## Privilégios e autoridade
Sendo a mais alta condecoração de valor do Reino Unido, a Cruz Vitória é sempre a primeira a ser entregue nas cerimónias de investidura, mesmo antes das de cavaleiro, como na investidura do soldado Johnson Beharry, que recebeu a CV antes do General Sir Mike Jackson receber o seu grau de cavaleiro. Devido à sua importância, a CV é sempre a primeira condecoração a ser usada no conjunto de medalhas de peito, tal como é a primeira a ser indicada a seguir ao nome do beneficiário. Caso os actos não sejam realizados perante o inimigo, é concedida a Cruz de Jorge, que tem igual precedência, ficando, no entanto, a seguir à CV, pois é mais recente.
Existe a ideia generalizada, errada, de que é obrigatório, para todos os postos militares, fazerem a continência a um detentor da Cruz Vitória. De facto, não há qualquer obrigação oficial no Diploma da CV, nem nas Ordens e Regulamentos da Rainha; no entanto, é uma tradição que isto aconteça, dando origem a que um Chefe de Estado cumprimente um soldado titular da Cruz Vitória ou da Cruz de Jorge. Inicialmente, a Cruz Vitória era usada de acordo com a vontade do seu titular. Era habitual colocá-la no lado esquerdo do peito, por cima da zona do coração, com outras condecorações à volta da CV. Os Regulamentos da Rainha para o Exército de 1881, estabeleciam como usar a CV: a CV tinha de estar a seguir ao emblema da Ordem do Império Indiano. Em 1900, era estabelecido no Regulamento de Fardamento do Exército, que deveria ser usada a seguir à cruz de Membro da Real Ordem Vitoriana. Só em 1902, o rei Eduardo VII definiu o actual posicionamento da CV na barra. A cruz também pode ser usada em miniatura num broche, ou numa corrente, num fato militar de noite, formal ou de evento social. Como o titular de uma CV não faz parte de uma Ordem de Cavalaria, aquela não aparece nos brasões.

### Pensão anual
O Diploma original definia que Oficiais e Soldados, ou Marinheiros, tinham direito a uma pensão de 10 libras por ano. Em 1898, a rainha Vitória aumentou a pensão para 50£, para aqueles que não tivessem condições de subsistência fosse por idade avançada, ou por doença. Os actuais detentores da Cruz Vitória ou da Cruz de Jorge, têm direito a uma pensão anual cujo montante é determinado pelo governo que a concede. Desde 2002, a pensão paga pelo governo britânico é de £ 1 495 / ano. A partir de Janeiro de 2005, com a Ordem Canadiana de Condecorações por Bravura, os membros das Forças Canadianas, ou cidadãos que se alistaram nas Forças Britânicas antes e 31 de Março de 1949 enquanto moravam no Canadá ou na Terra Nova, passaram a receber 3 mil dólares canadianos por ano. Na Austrália, foi estabelecido por um decreto de 1986, uma anuidade  que, até Novembro de 2005, era de 3 230 dólares; desde então, este montante é sujeito a aumento de acordo com o Índice de Preços do Consumidor.

### Regras de expulsão
O Diploma Real original continha uma cláusula que permitia que o nome de um titular fosse retirado do registo oficial, em certas circunstâncias, e que a sua pensão fosse cancelada. No entanto, o rei Jorge V tinha uma visão diferente, considerando que a condecoração nunca deveria ser retirada. Numa carta do seu secretário privado, Lord Stamfordham, datada de 26 de Julho de 1920, a sua opinião estava bem expressa:
O Rei acha que, independentemente do crime cometido por alguém a quem a CV foi concedida, a condecoração não deve ser retirada. Mesmo que a sentença de um titular da CV seja a execução por estrangulamento, deve ser-lhe permitido usar a sua CV no cadafalso.
A legitimidade de retirar e repor condecorações continua incluída no diploma da Cruz Vitória, mas desde 1908 que não é retirada a ninguém.

## Titulares
Desde 1856 já foram entregues cerca de 1 356 CV, das quais 1 353 individuais. O maior número de CV ganhas num único dia foi de 18, por actos desempenhados em 16 de Novembro de 1857, durante o cerco de Lucknow, no contexto do motim da Índia. O maior número de CV ganhas numa única operação, foi de 28, de 14 a 22 de Novembro de 1857, também durante o cerco de Lucknow. A unidade recordista é a unidade de Infantaria n º2 / nº 24, com 7 CV, pelo seu desempenho na defesa de Rorke’s Drift, entre 22 e 23 de Janeiro de 1879, durante a Guerra Zulu.
Durante a Primeira Guerra Mundial, foram concedidas 628 CV. A (21 de Abril de 2011), apenas permaneciam vivos cinco, dois da congénere australiana e um da congénere neozelandesa.
Em 1921, foi atribuída a Cruz Vitória ao Soldado Desconhecido dos EUA da Primeira Grande Guerra (os EUA, por seu lado, concederam a condecoração equivalente, a Medalha de Honra dos Estados Unidos, ao Combatente Desconhecido do Reino Unido).
Existe uma CV que não está incluída em qualquer registo oficial. Em 1856, a rainha Vitória colocou a cruz debaixo da pedra inaugural do Hospital Militar de Netley. Quando o hospital foi demolido, em 1966, a “CV de Netley”, como era conhecida, foi encontrada e encontra-se em exposição no Museu dos Serviços Médicos do Exército, em Mytchett, perto de Aldershot.
Três pessoas foram condecoradas com a CV e respectiva barra, barra esta que representa um segundo título da cruz: Noel Chavasse e Arthur Martin-Leake, ambos médicos no Corpo Médico do Exército Real, por resgate de feridos debaixo de fogo; e Charles Upham, um soldado da infantaria da Nova-Zelândia, por desempenho em combate. Upham é o único soldado combatente detentor da cruz e da barra. Um irlandês, o General-cirurgião William Manley, continua a ser o único titular da Cruz Vitória e da Cruz de Ferro. A CV foi atribuída pelo seu desempenho durante a invasão de Waikato, na Nova Zelândia, em 29 de Abril de 1864, enquanto a Cruz de Ferro foi concedida por ajudar os feridos durante a Guerra Franco-prussiana de 1870-71. Lloyd Trigg, um oficial da força aérea da Nova-Zelândia, foi distinguido por ser o único titular a ser condecorado com a CV tendo por base informações do inimigo, numa operação em que não houve sobreviventes do lado Aliado. A recomendação foi feita pelo comandante do submarino U-468, afundado pelo avião de Trigg. O tenente Gerard Roope foi também condecorado com a CV, com base numa recomendação do inimigo, o comandante do “Admiral Hipper, mas, neste caso, havia testemunhas do lado Aliado para corroborar as suas acções.
Desde o fim da Segunda Guerra Mundial, a CV foi concedida por 13 vezes: quarto pela Guerra da Coreia, uma pelos confrontos entre a Indonésia e a Malásia, em 1965, quatro a australianos pela Guerra do Vietname, dois durante a Guerra das Malvinas, em 1982, uma pela Guerra do Iraque, em 2004 e uma pela Guerra do Afeganistão, em 2006. Em 18 de Março de 2005, o praça (agora cabo) Johnson Beharry do 1º Batalhão, o Regimento Real da Princesa de Gales, tornou-se o primeiro titular da CV desde o sargento Ian McKay em 1982. A mais recente condecoração foi a título póstumo, em 14 de Dezembro de 2006, ao cabo Bryan Budd, pára-quedista. Foi condecorado por dois actos distintos de “liderança distinta e grande valor”, que o levaram à morte, durante operações contra os Talibãs no Afeganistão em Julho e Agosto de 2006.

## Vendas públicas
Desde 1879, mais de 300 CV foram vendidas ao público. Outras tantas foram vendidas a privados. O valor de cada CV pode ser avaliado pelos montantes atingidos nos leilões. Em 1955, um conjunto de medalhas atribuídas a Edmund Barron Hartley, foi adquirida na Sotheby's pelo valor recorde de £ 300 (cerca de £ 5,9 mil a preço actual ). Em 1966, o Regimento de Middlesex pagou £ 900, um novo preço recorde (cerca de £ 12,5 mil, actualmente) por uma Cruz Vitória pela Batalha do Somme. Em Janeiro de 1969, novo valor de £ 1,7 mil (£ 20,8 mil,) pelo conjunto de William Rennie. Em Abril de 2004, a CV atribuída em 1944 ao sargento Noman Jackjson da RAF, foi vendida num leilão por £ 235 250 No dia 24 de Julho de 2006, num leilão em Bonhams, em Sydney, a Cruz Vitória do capitão Alfred Shout atingiu um novo recorde de 1 milhão de dólares australianos (cerca de £ 400 mil). O capitão Alfred Shout foi condecorado postumamente, em 1915, por combate corpo-a-corpo nas trincheiras de Lone Pine em Gallipoli, Turquia.

## Roubos
Várias CV já foram alvo de roubos e, tendo um valor elevado, foram incluídas nas listas de peças roubadas da Interpol. A CV atribuída a Milton Gregg, doada ao Museu Real do Regimento Canadiano, em London, em 1979, foi roubada no dia do Canadá, 1 de Julho de 1980, quando o museu se encontrava cheio de visitantes e nunca mais foi encontrada. Uma CV concedida em 1917 ao cabo canadiano Filip Konowal foi roubada do mesmo museu em 1973, e só foi descoberta em 2004.
A 2 de Dezembro de 2007, nove CV, de um conjunto de 100 medalhas, foram roubadas de um cofre-forte do Museu Memorial do Exército Rainha Isabel II (actual Museu Nacional do Exército), em Waiouru, na Nova Zelândia. O valor do roubo ascendeu a 20 milhões de dólares neozelandeses (NZD). A CV e a barra de Charles Upham, encontravam-se entre os itens roubados. Foi indicada uma recompensa de NZD 300 mil por qualquer informação que levasse à descoberta das condecorações e dos autores do roubo, embora, na altura, tenha havido uma polémica sobre se deveria ser dada uma recompensa para encontrar as medalhas. Em 16 de Fevereiro de 2008, a polícia neozelandesa anunciou a descoberta das medalhas.

## Colecções
A colecção particular de Lorde Ashcroft, iniciada em 1986, contém 162 medalhas, representando cerca de 10% de todas as CV atribuídas. Ashcroft adquiriu a primeira CV em 1986 e a sua colecção de condecorações é a maior colecção pública, ou privada que existe. Em Julho de 2008, Ashcroft anunciou um donativo de 5 milhões de libras ao Museu Imperial de Guerra, para uma galeria permanente onde estariam expostas as suas juntamente com as 50 CV do próprio museu.
A Galeria de Lorde Ashcroft no Museu Imperial de Guerra abriu portas a 12 de Novembro de 2010, apresentando um total de 210 CV e 31 CJ. É, actualmente, a maior colecção pública de CV do mundo, destronando a anterior que pertencia ao Memorial de Guerra Australiano, cuja colecção incluía nove CV, concedidas aos australianos em Gallipoli.
Os museus que têm, pelo menos, 10 ou mais CV são os seguintes:
| No Reino Unido                                 | No Reino Unido                       | No Reino Unido |
| Museu                                          | Local                                | Número de CV   |
| ---------------------------------------------- | ------------------------------------ | -------------- |
| Galeria de Lorde Ashcroft, Imperial War Museum | Kennington, Londres                  | 210            |
| National Army Museum                           | Chelsea, Londres                     | 39             |
| Royal Green Jackets Museum                     | Winchester, Hampshire                | 34             |
| Royal Engineers Museum                         | Gillingham, Kent                     | 26             |
| Army Medical Services Museum                   | Mytchett, Surrey                     | 22             |
| Firepower, The Royal Artillery Museum          | Woolwich, Londres                    | 20             |
| Queen's Own Highlanders Museum                 | Ardersier, Inverness-shire           | 16             |
| South Wales Borderers Museum                   | Brecon, País de Gales                | 16             |
| Green Howards Regimental Museum                | Richmond, North Yorkshire, Yorkshire | 15             |
| Royal Fusiliers Museum                         | Torre de Londres                     | 12             |
| Gordon Highlanders Museum                      | Aberdeen                             | 12             |
| National Maritime Museum                       | Greenwich, Londres                   | 11             |
| National War Museum                            | Castelo de Edimburgo                 | 11             |
| RAF Museum                                     | Hendon, Londres                      | 11             |
| Sherwood Foresters Museum                      | Nottingham                           | 11             |
| Gurkha Museum                                  | Winchester, Hampshire                | 10             |
| Royal Marines Museum                           | Portsmouth, Hampshire                | 10             |
| Royal Welch Fusiliers Museum                   | Castelo de Caernarfon, País de Gales | 10             |
| Fora do Reino Unido                            |                                      |                |
| Memorial de Guerra Australiano                 | Camberra, Austrália                  | 65             |
| Museu de Guerra Canadense                      | Ottawa, Ontário, Canadá              | 33             |
| QEII Army Memorial Museum                      | Waiouru, Nova Zelândia               | 11             |

## Outros

### Memoriais
Em 2004, foi inaugurado um memorial da Cruz Vitória e da Cruz de Jorge na Abadia de Westminster junto ao túmulo do Combatente Desconhecido. A Abadia de Westminster é um monumento vivo da história do Reino Unido dado incluir monumentos e memoriais de personalidades como Isaac Newton, Charles Darwin ou Jaime I de Inglaterra. Assim, é um privilégio para a Cruz Vitória ter um local de comemoração nesta abadia.
O Padre William Lummis foi um historiador militar que elaborou um arquivo com todos os registos sobre a Cruz Vitória e seus titulares. A informação contida no arquivo foi sintetizada e serve de fonte oficial sobre a CV. No entanto, Lummis estava ciente sobre algumas limitações do seu trabalho e encorajou David Harvey para o continuar. O resultado foi  “Monuments to Courage: Victoria Cross Monuments and Headstones”, um conjunto de dois livros sobre a localização, e descrição, de 1 322 dos 1 356 titulares da Cruz Vitória. Em 2007, o ‘’Royal Mail’’ (Correio Real) utilizou informações do arquivo de Lummis para produzir uma colecção de selos comemorativos sobre os titulares da Crtuz Vitória.

### Arte
O tema sobre os soldados que ganharam a CV, tem sido muito popular entre vários artistas desde o início da CV. Em particular, destaquem-se os 50 quadros do pintor francês Louis William Desanges (1822–1887), das décadas de 1850 e 1860. Muitos deles foram expostos na Galeria Egípcia, em Piccadilly, sendo reunidas, em 1900, por Lorde Wantage com a designação Galeria da Cruz Vitória, e exibidas em Wantage, Berkshire. Mais tarde, a colecção foi dividida e muitas das pinturas foram enviadas para os regimentos nelas retratados. Outras foram destruídas ou sofreram danos. Algumas das operações realizadas na Segunda Guerra Mundial foram, também, retratadas; o Ministério da Informação reuniu-as numa galeria virtual na internet, na página dos Arquivos Nacionais (The National Archives).

### Designação dos clubes militares
No seio do exército australiano, é tradição dar o nome de um titular da Cruz Vitória aos clubes militares. A permissão para a designação é habitualmente obtida, não só do comandante da unidade, mas também da família do titular. Quando o clube é então criado, todos aqueles que fazem parte dele sentem um grande orgulho pelos actos do homenageado e, habitualmente, os membros da família têm um lugar de destaque na estrutura do clube como sinal de respeito e agradecimento.